# 韩式摔跤
韩式摔跤，或朝鲜式摔跤是一项朝鲜半岛传统体育运动。韩式摔跤竞技者腰间和大腿綁著带子， 竞技者互相抓住对方的带子，用技巧和力量将对手摔倒。将对手膝部以上部位摔倒在地者为胜。

## 历史
韩式摔跤起源悠久，最初可能只是自我防卫技能。随着文明发展，早期的韩式摔跤发展成军事体育。朝鲜李朝时期韩式摔跤绘画表明当时非常流行韩式摔跤，是庆祝江陵端午祭的传统运动。

### 非遗保护
2011年，朝鲜族摔跤被列入中华人民共和国国家级非物质文化遗产。
2018年，朝鲜族传统摔跤“希日木”被聯合國教科文組織列為人类非物质文化遗产代表作名录。

## 名称
原名并非韩式摔跤，而是朝鲜摔跤，是古代流行于朝鲜半岛地区的角力运动，过去也叫过角抵（각저）、 角戏（각희）、 角力（각력）、 角支（각지）、 蚩尤戏（치우희）、 相扑（상박）、 争交（쟁교）、高丽技（고려기）等。

## 竞技规则

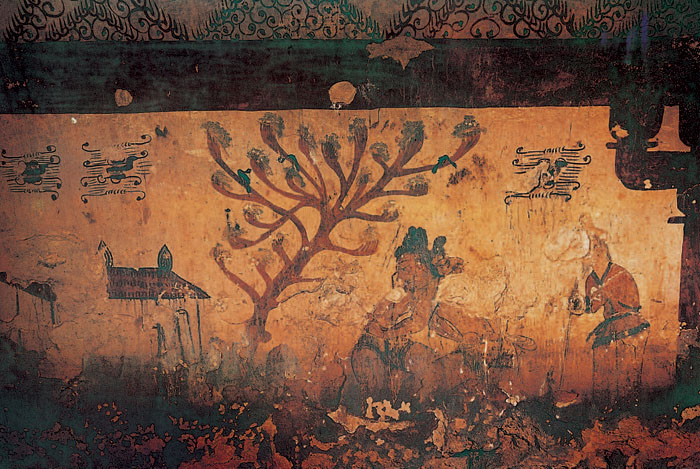
高句麗壁畫上描繪的 Ssireum

韩式摔跤的竞技场地为半径七米的圆形沙地，周围由小沙堆围着。比赛双方相对弯腰，右手抓住对方腰带，左手抓住对方腿绳较量。第一个将对方膝部以上部位摔倒在地者为胜。与相扑不同，在韩式摔跤中将对手推出场外不算胜利，只能重新开始。
韩式摔跤有三名裁判（一名主裁判，两名副裁判）。主裁判站在竞技场中，副裁判在场外，一左一右。如果裁判不公或主裁判下不了决定，副裁判可以撤销主裁判的决定、要求停赛或重赛。裁判的裁决有绝对权威，比赛期间运动员不可對裁决有异议。
专业韩式摔跤分超轻量级、轻量级、中量级和重量级四级。

## 韩式摔跤与相扑的区别
韩式摔跤不容许比赛中用掌击打对方，但相扑却容许。虽然两项比赛的运动员体型都大，但韩式摔跤运动员体型要比相扑运动员小得多（相撲力士無分體重），然而体型在这两项运动中都不是胜负的决定因素。

## 争议
朝鲜半岛国家认为高句丽角抵塚壁画就有韩式摔跤的描绘。角抵塚壁画上的两人互抓对方腰带和腿带，试图鬥大力将对方摔倒，与现代的韩式摔跤相同，是韩式摔跤最早的历史紀录，但中国学界则认为高句丽角抵塚的壁画是普遍存在的手搏。